# Eugène Smits

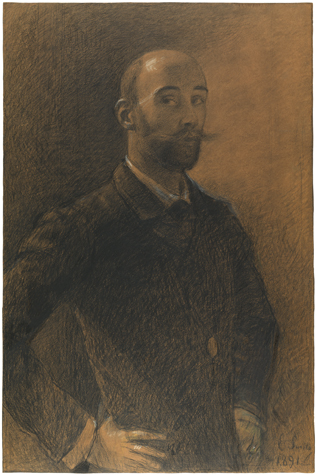
Zelfportret (1891)

Eugène Smits (Antwerpen, 22 mei 1826  - Brussel, 4 december 1912) was een Belgisch kunstschilder. Hij werkte in een realistische stijl en specialiseerde zich in portretten.

## Leven en werk
Smits was de zoon van minister en provinciegouverneur Jean Baptiste Smits (1792-1857). Hij kreeg een uitstekende opleiding. Tussen 1852 en 1858 verbleef Smits in Parijs. Hij knoopte er vriendschapsbanden aan met Louis Bancel, Camille Corot, Jean-François Millet, Narcisse Díaz de la Peña, Johan-Barthold Jongkind en Alfred en Joseph Stevens. In 1855 stelde hij werken tentoon op de Universele tentoonstelling in Parijs. In 1860 was Smits terug in Brussel en hij was een van de oprichters van l'Art libre. Tussen 1861 en 1864 reisde hij in Italië met verblijven in Rome, Firenze en Venetië. In 1868 was hij medestichter van de Société libre des Beaux-Arts. In 1887 en 1891 exposeerde hij samen met de kunstenaarsvereniging Les XX in Brussel. Hij was een vriend van Félicien Rops.
Hij werd in 1902 lid van Koninklijke Academie van België. In 1910 werd, uitzonderlijk bij leven, een straat naar hem genoemd in Schaarbeek.
Smits was geen productieve schilder en bij leven verkocht hij weinig werken; hij verkoos de werken bij zich te houden in zijn atelier en er af en toe nog aan te werken. Volgens kunstcriticus Camille Lemonnier beelden zijn werken met hun zachte harmonieën droom en meditatie, verlangen, spijt en liefde uit.

## Schilderijen (selectie)
- Carnaval à Rome au Pincio - koninklijke collectie, Brussel
- Plafondschilderingen in het Koninklijk Museum voor Schone Kunsten, Brussel
- La marche des saisons (1868), Koninklijk Museum voor Schone Kunsten, Brussel
- L'enfant à la poupée, Museum van Elsene
- La mantille noire (1864), privé-bezit